# Gulnabat Kadyrova
Gulnabat Kadyrova (née le 14 juin 1994) est une haltérophile turkmène. 